# Arrondissement Eeklo
Arrondissement Eeklo (nizozemsky: Arrondissement Eeklo; francouzsky: Arrondissement d'Eeklo) je jeden ze šesti arrondissementů (okresů) v provincii Východní Flandry v Belgii.
Obce okresu Eeklo patří k soudnímu okresu Gent.

## Obyvatelstvo
Počet obyvatel k 1. lednu 2017 činil 84 113 obyvatel. Rozloha okresu činí 333,83 km².

## Obce
Okres Eeklo sestává z těchto obcí:
- Assenede
- Eeklo
- Kaprijke
- Maldegem
- Sint-Laureins
- Zelzate